# 三木つばき
三木 つばき（みき つばき、2003年6月1日 - ）は、日本の女子スノーボード選手。掛川市立桜木小学校・掛川市立桜が丘中学校・勇志国際高等学校卒。日本体育大学在学中。

## 人物
- 生まれは長野県北安曇郡白馬村で、出身は静岡県掛川市[4]。4歳の時にJSBA全日本テクニカル選手権大会優勝経験者で元デモンストレーターの父の影響でスノーボードを始め[4]、5歳の時に掛川市に移住[5]。
- 小学校時代に、4年生の時はB&G掛川海洋クラブに所属し、カヌーやヨットに乗っていた[4]。6年生の時はSAJ主催の全日本ジュニア選手権の小学生の部で優勝。11歳で史上最年少のアルペンスノーボーダーのプロ選手と登録[5]。
- 2022年1月に北京オリンピック日本代表入り内定した[6]。2月の本戦の決勝トーナメント1回戦で途中棄権となり終わった[7]。
- 2017年5月から「輝くかけがわ応援大使」を務めている[4]。2019年12月25日に2020年の東京オリンピックの聖火ランナーとして選出、2020年6月24日予定だったが[8]、新型コロナウィルス感染症の影響で2021年延期。2021年6月23日に無事完走した[9]。

## 賞
- SNOW AWARD（全日本スキー連盟主催）2021-2022：ネクストヒーロー・ヒロイン賞[10]
- SNOW AWARD 2022：優秀選手賞[11]